# Sawmill Mountain (Ventura County, Kalifornien)
Der Sawmill Mountain ist ein 2685 m beziehungsweise 2688 m hoher Berg im Bundesstaat Kalifornien in den Vereinigten Staaten. Er liegt im Ventura County auf der Grenze zum Kern County innerhalb der Chumash Wilderness im Los Padres National Forest.

## Geographie
Der Berg gehört zu den San Emigdio Mountains und damit zu den Transverse Ranges im Südwesten von Kalifornien. Nördlich liegt in einem Tal der Ort Pine Mountain Club und dahinter der San Emigdio Mountain. Gipfel in der Umgebung sind auf demselben Gebirgskamm wie der Sawmill Mountain der Cerro Noroeste im Nordwesten, der Grouse Mountain im Westen und der Mount Pinos im Osten. An seiner Südseite entspringt der North Fork Lockwood Creek, ein Quellbach des Lockwood Creek. Die Dominanz beträgt 2 km, der Berg ist also die höchste Erhebung im Umkreis von 2 km. Er wird überragt von dem östlich liegenden Mount Pinos. Der gesamte Berg ist mit lichtem Wald bedeckt.